# Terra di Ellsworth

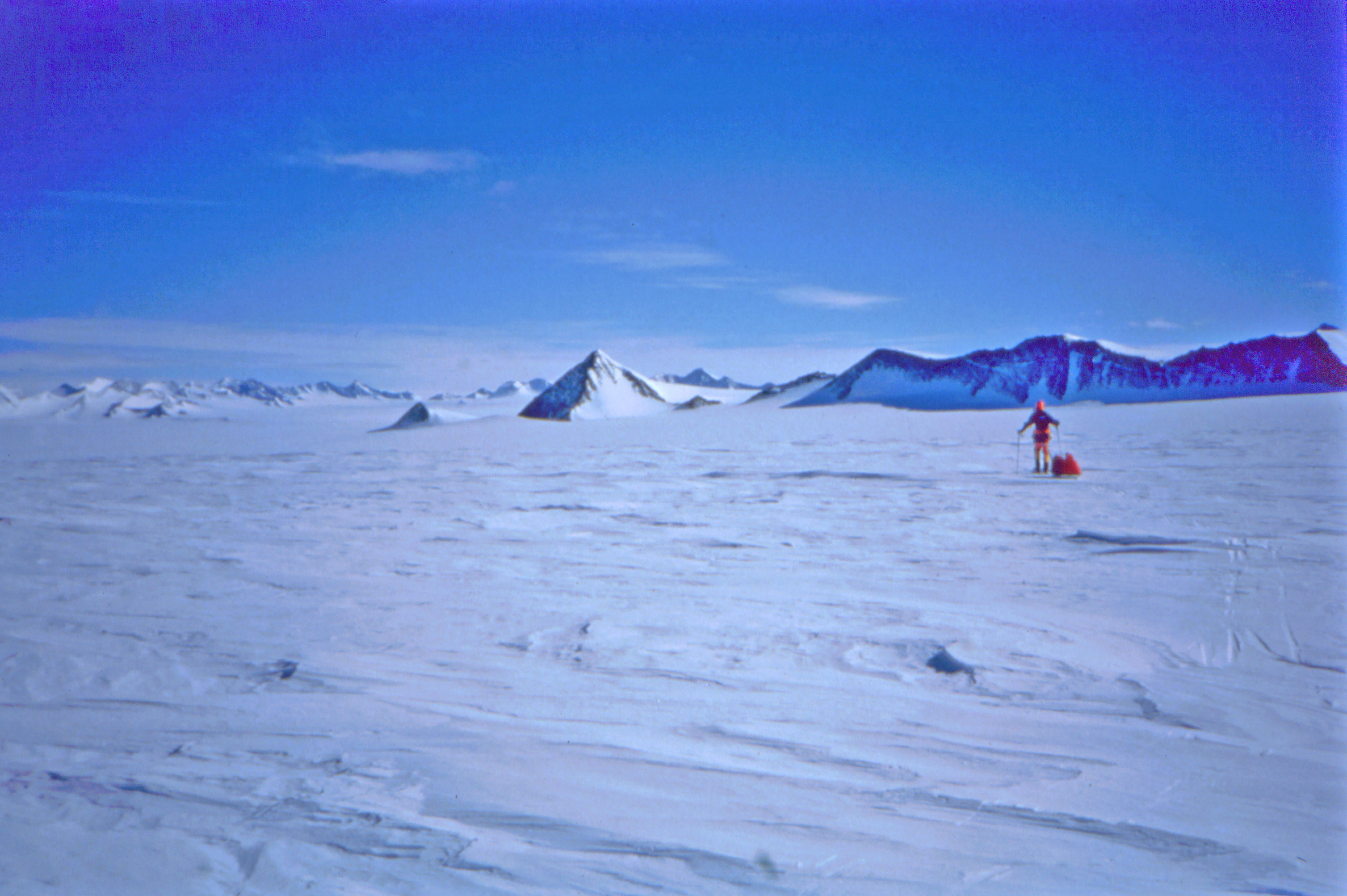
Horseshoe Valley, nei monti Ellsworth

La terra di Ellsworth è quella porzione del continente antartico limitata a ovest dalla terra di Marie Byrd, a nord dal Mare di Bellingshausen, a nord-est dalla base della Penisola Antartica, e a est dal limite occidentale della piattaforma glaciale Ronne.
Si estende fra i 103°24'W e i 79°45'W.
L'area a ovest dei 90°W non è stata reclamata, quella compresa tra i 84°W e i 90°W è stata riconosciuta solamente dal Cile, mentre la rimanente parte è reclamata dal Cile e dal Regno Unito come parte dei territori britannici dell'Antartide.
La costa di Eights si estende tra i 103°24'W e i 89°35'W, mentre la costa di Bryan tra i 89°35'W e i 79°45'W.
È in gran parte un altopiano ghiacciato, ma comprende i maestosi Monti Ellsworth e tutta una serie di gruppi montuosi sparpagliati: Hudson, Jones, Behrendt, Merrick, Sweeney e i monti Scaife.
Quest'area si estende nei pressi del centro dell'area attraversata dall'esploratore americano Lincoln Ellsworth durante un volo aereo nel periodo novembre-dicembre 1935.
Il suo nome, assegnato nel 1962 dall'US-ACAN, è un tributo all'esploratore statunitense Lincoln Ellsworth.